# Ядовники-Бельські
Ядовники-Бельські (пол. Jadowniki Bielskie, нім. Wartenberg) — село в Польщі, у гміні Жнін Жнінського повіту Куявсько-Поморського воєводства.
Населення — 153 особи (2011).
У 1975-1998 роках село належало до Бидгощського воєводства.

## Демографія
Демографічна структура станом на 31 березня 2011 року:
|          | Загалом | Допрацездатний вік | Працездатний вік | Постпрацездатний вік |
| -------- | ------- | ------------------ | ---------------- | -------------------- |
| Чоловіки | 81      | 21                 | 54               | 6                    |
| Жінки    | 72      | 15                 | 47               | 10                   |
| Разом    | 153     | 36                 | 101              | 16                   |